# Харківський державний академічний театр ляльок імені В. А. Афанасьєва
Ха́рківський держа́вний академі́чний теа́тр ляльо́к і́мені В. А. Афана́сьєва — державний академічний обласний театр ляльок у місті Харків.
Театр розташований у приміщенні колишнього банку, побудованого за проектом архітектора О. Бекетова, і спеціально реконструйованого для театру Б. Клейном і О. Любоміловою, за адресою: майдан Конституції, 24.

## Історія

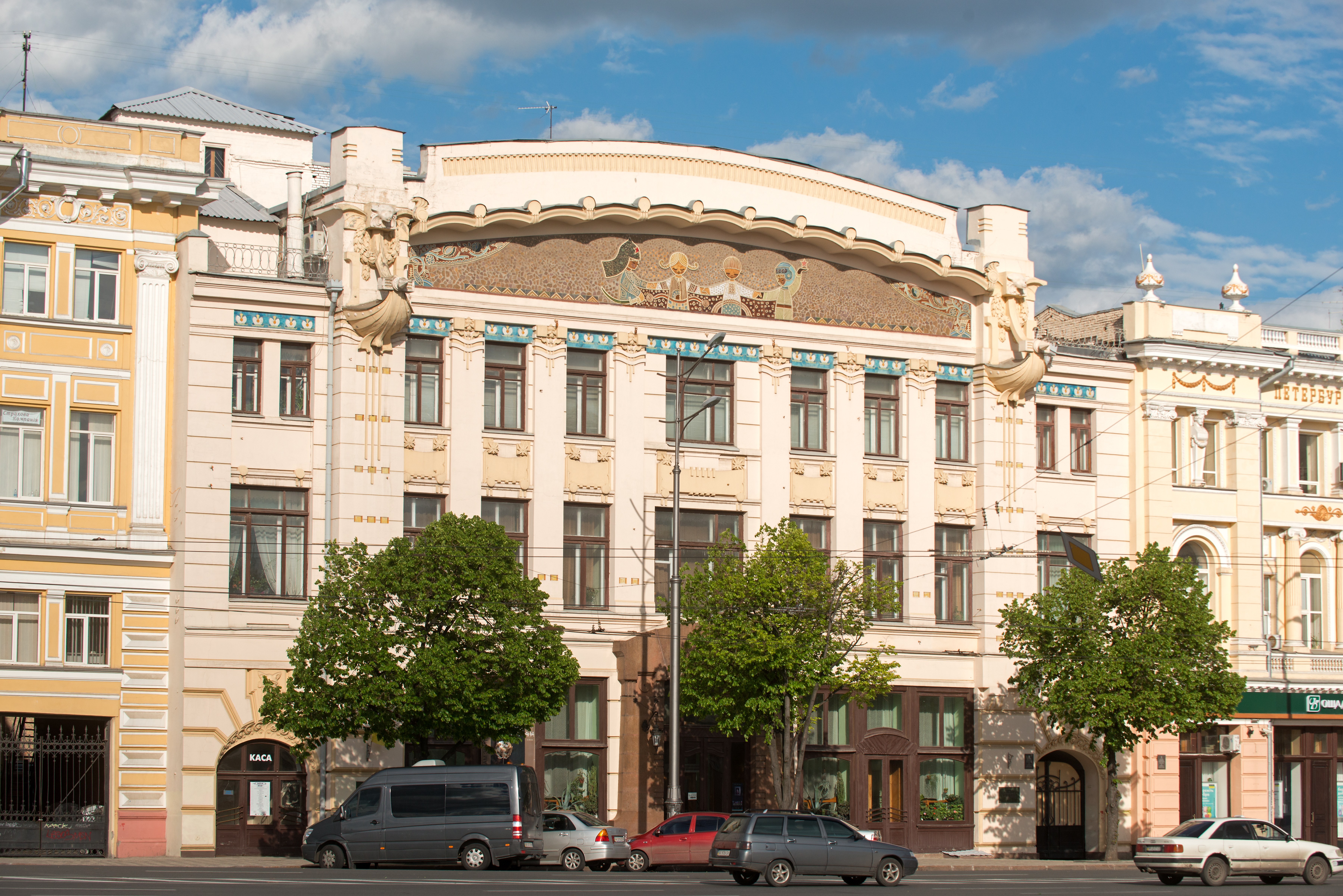
Вид з пішоходної частини площі Конституції на будівлю театру

Театр відкрився у Харкові 1 липня 1939 року. Перший художній керівник — Струменко Олександр Миколайович. Саме його п'єсою «На волі» відкрився перший театральний сезон 18 серпня 1939 року. Театр фактично не мав стаціонарного приміщення.
21 вересня 1941 року (під час ІІ Світової війни) театр був евакуйований до міста Червоний Кут Саратовської області. Від грудня 1941 року заклад перебував на евакуації у місті Талас (тоді Фрунзенської області), Киргизстан. Від січня 1942 року по кінець березня 1944 року відбувалися театральні виступи. Репертуар у цей час становив 19 п'єс. О. Струменко створив ляльково-концертну програму «Петрушка і фашист», що миттєво завоювала популярність.
У квітні 1944 року театр повернувся до Харкова, де фактично працював як пересувний. 1946 року до творчого колективу долучилися Г. Стефанов, Л. Гнатченко, П. Янчуков, 1948-го — М. Корик, Т. Фоміна, В. Кузьміна, концертмейстер А. Уралова (у майбутньому провідні актори трупи).
У 1952 році художнім керівником театру став В. А. Афанасьєв. У травні цього ж року Харківському театрові ляльок було надане приміщення по вулиці Красина, 3, де знаходився обласний будинок народної творчості. Незабаром приміщення цілком передали театрові. Відтоді починається розквіт Харківського театру ляльок.
Від 2-ї половини 1950-х років театр став одним із найпопулярніших у місті, в Україні, і загалом в СРСР, гідним творчим суперником найвідомішого у світі Московського театру ляльок під керівництвом С. Образцова.
У 1955 році відбулася перша в Україні прем'єра постановки для дорослого глядача — «Чортів млин» І. Штока (режисер В. Афанасьєв, художники А. Щеглов та Е. Гуменюк, композитор Н. Богословський). Ця вистава унікальна не тільки як перша постановка для дорослих в Україні, але і як довгожитель у середовищі лялькарів. Вона пережила вже 2 реставрації з моменту своєї появи, і майже 50 років не сходить зі сцени, користуючись незмінним успіхом у глядача.
19 травня 1956 року Віктору Андрійовичу Афанасьєву присвоєно звання заслуженого діяча мистецтв УРСР. В. Афанасьєв обирається президентом Української секції UNIMA (Міжнародного союзу діячів театру ляльок), потім віце-президентом Радянської секції UNIMA. 15 квітня 1967 року Віктору Афанасьєву присвоєно звання Народного артиста УРСР.

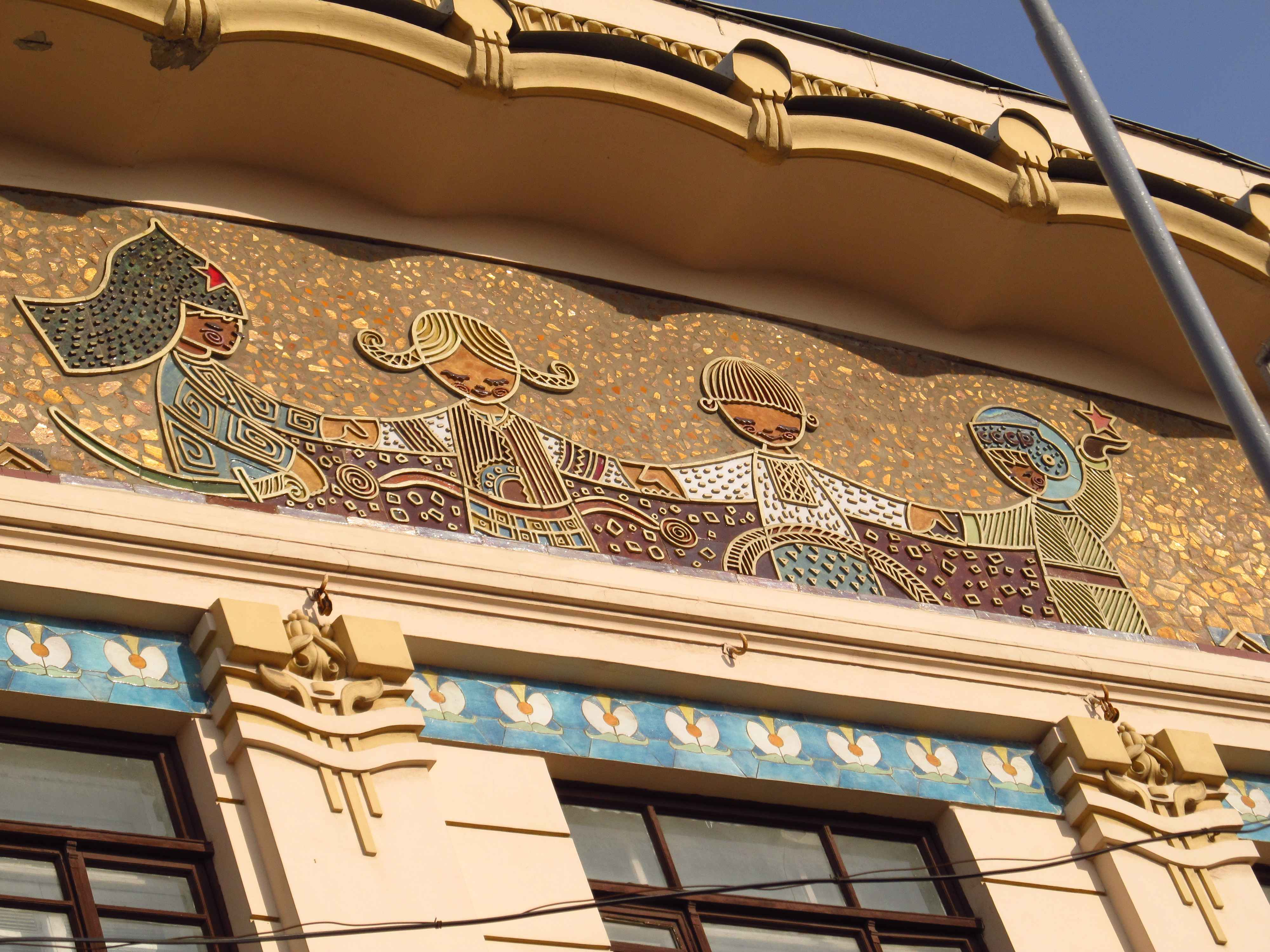
Будівля театру на площі Конституції, 24

23 серпня 1968 року театр відкриває сезон у новому приміщенні на площі Тевелєва (нині площа Конституції), 24, де розташований й дотепер.
1969 року народний артист України Віктор Афанасьєв створив і очолив при Харківському інституті мистецтв першу і донині єдину в Україні кафедру акторів і режисерів театру ляльок.
Новий підйом творчого життя Харківського театру ляльок був пов'язаний з приходом 1991 року на посаду головного режисера заслуженого діяча мистецтв України Євгена Юзефовича Гімельфарба.
6 листопада 1997 року театру присвоєно ім'я Віктора Андрійовича Афанасьєва.
На підставі Наказу Міністерства культури і мистецтв України від 30 жовтня 2002 року № 625 про присвоєння театру статусу «Академічний», театр перейменовано в Харківський державний академічний театр ляльок ім. В. А. Афанасьєва.
Заслуги театру в розвитку вітчизняного театрального мистецтва відзначалися нагородами акторів: звання заслужених артистів України одержали П. Янчуков, Г. Стефанов, Л. Гнатченко, Ф. Грошева, О. Рубинський, В. Бардуков, В. Горбунов. Звання заслуженого діяча мистецтв України здобув П. Гаврилюк.
З 2010 року головний режисер — Оксана Дмітрієва. Її вистави, створені у творчому тандемі з головною художницею Наталією Денисовою, неодмінно привертають увагу глядачів і критики. Завдяки сучасному осмисленню драматургічного матеріалу, оригінальним сценічним рішенням, ретельній праці з художником, умінню створити атмосферний звукоряд, всебічній роботі з акторами Оксана Дмітрієва стала одним з безсумнівних лідерів українських режисерів-лялькарів, суттєво розширивши художні можливості Харківського театру ляльок.
Найбільш знакові роботи: «Майська ніч» та «Одруження» за М. Гоголем, «Чевенгур» за А. Платоновим, «Казанова» за творами М. Цвєтаєвої та Дж. Казанови, «Король Лір» та «Гамлет» В. Шекспіра, «Уявний хворий» Ж.-Б. Мольєра, «Діти райка» Ж. Превера, «Історія роду, який згубили марні надії, бойові півні та безпутні жінки» Л. Лягушонкової та К. Пенькової.
Ці та інші постановки брали участь у понад 50 всеукраїнських і міжнародних фестивалях, де неодноразово були відзначені високими нагородами.

## Репертуар і діяльність

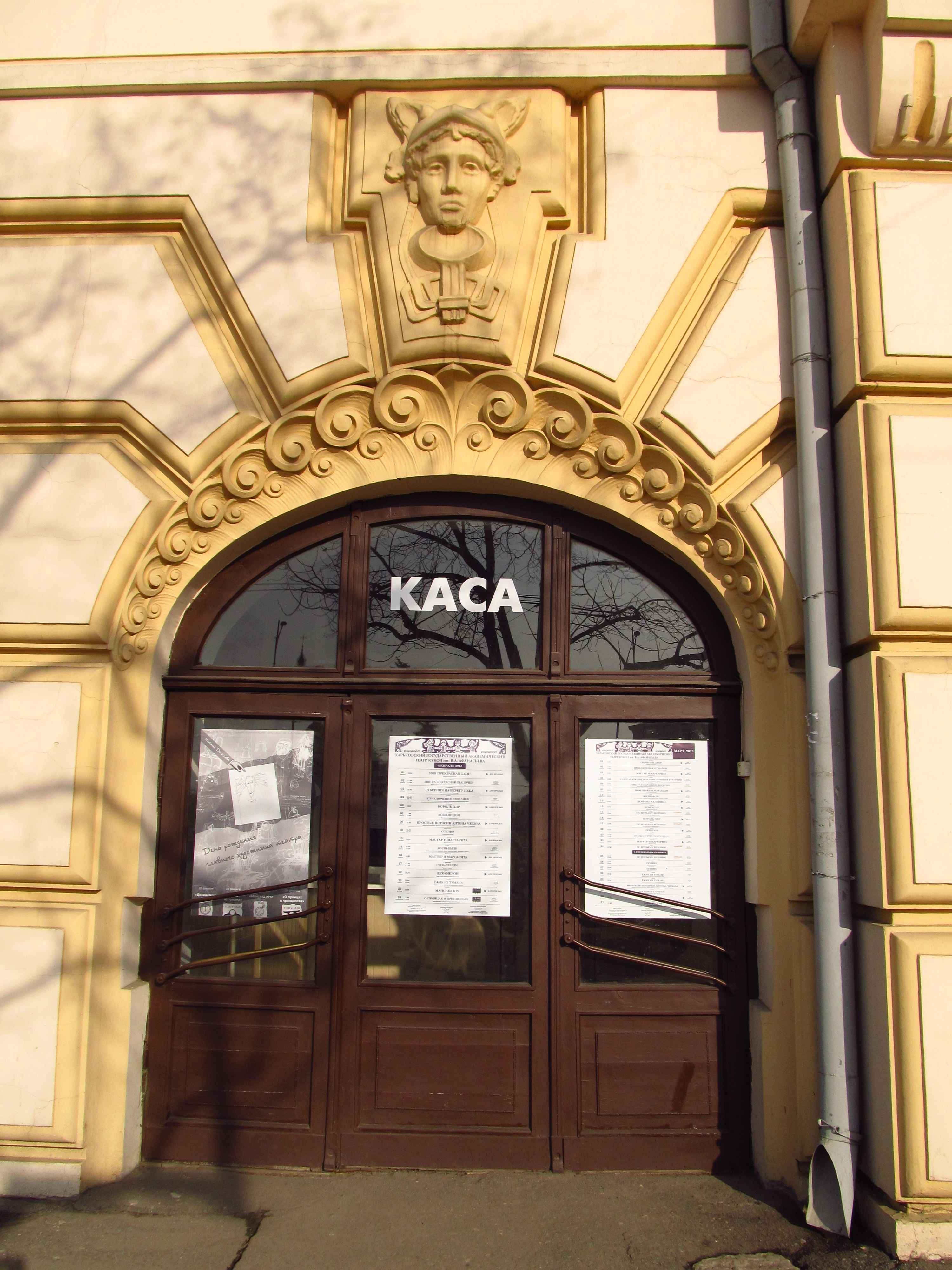
Вхід в каси театру

За час існування Харківським державним академічним театром ляльок ім. В. А. Афанасьєва поставлено 260 п'єс, зокрема більше 20 з них розраховані на дорослу публіку, за цим показником театр має найбільший в Україні репертуар для дорослих глядачів серед театрів ляльок. Так, надзвичайним успіхом користується в глядача і у преси постановки для дорослих «Майстер і Маргарита» за М. Булгаковим (постановник Є. Ю. Гімельфарб) та «Ревізор» за М. Гоголем.
Сьогоденний репертуар театру становить понад 30 п'єс. В репертуарі театру вистави для дітей — «Казки джунглів» Р. Кіплінга, «Малюк і Карлсон» А. Ліндгрен, «Кіт у чоботях» Ш. Перро, «Кішкін дім» С. Маршака та інші, п'єси для дорослих.

Вітрина музею ляльок, що функціонує в театрі

Значним досягненням Харківського театру ляльок є спроби з відродження фольклорної форми вертепу на професійній сцені. Вертеп возили в Москву на Міжнародний фестиваль театрів ляльок і ХІІ Конгрес UNIMA, а пізніше — до Бельгії, де критика одностайно прийняла спектакль.
Театр постійно успішно виступає на фестивалях театрів ляльок, як усередині країни, так і за кордоном.
На базі театру проводиться також і науково-методична робота у вигляді проведення семінарів і лабораторій за участю режисерів та художників театрів ляльок України, Росії, Угорщини.
Продовжує театр і традицію проведення виставок. Постійно у фоє театру експонуються виставки дитячого малюнка та прикладного народного мистецтва, виставки сучасних художників та скульпторів Слобожанщини, виставки театрального плакату. Так, за останні роки (1990—2000-ні рр.) відбулися такі експозиції, як «Харківський театральний плакат 1970—1980 рр.» (1995), роботи сім'ї Шигимаг (1999), виставка «Польський театральний плакат» (2000).
Віктор Афанасьєв також на базі театру створив єдиний в Україні Музей театральних ляльок. Експозиційну колекцію музею складають унікальніші експонати і раритети з багатьох країн світу.
Навесні та влітку 2022 року попри складну ситуацію в Харкові та постійні обстріли російської армії, театр ляльок активно працює, займаючись волонтерською діяльністю, а також проводить покази вистав. Театр грав вистави на станціях метро, щоб підтримати та порадувати дітей та дорослих, які ховаються там від війни, та в інших локаціях Харкова та Харківської області, зокрема в лікарнях, соціальних центрах.
Харківський театр ляльок готується до зустрічі з глядачами у звичній театральній залі. Ми віримо, що вже скоро зможемо відродити повноцінну діяльність в мирній Україні та здійснити наші незавершені творчі задуми, а також безліч нових.

## Виноски
1. ↑  Харківський державний академічний театр ляльок ім. В. А. Афанасьєва на Вебсторінка Харківської обласної державної адміністрації[недоступне посилання]
2. ↑  1 липня — 70 років від дня заснування Харківського академічного театру ляльок ім. В. А. Афанасьєва [Архівовано 28 жовтня 2017 у Wayback Machine.] на вебпроект Харківської обласної універсальної наукової бібліотеки